# Alfredo Díaz González
Alfredo Leopoldo Díaz González (Llay-Llay, Chile; 16 de mayo de 1992) es un jinete chileno de rodeo y comunicador audiovisual. Fue campeón nacional de Chile junto a Pablo Aninat en el Campeonato Nacional de Rodeo de 2019 al realizar 40 puntos, montando a "Peumo Marcado" y "Doña Inés". En aquel campeonato tenía como idea solamente participar, ya que debía trabajar reportando la final. Su collera era un jinete profesional y no solamente clasificaron a la final, sino que lograron el título, a pesar de no estar dentro de los favoritos.
Dentro de sus objetivos se encuentra convertirse en jinete profesional. Después de su título nacional en 2019, junto a su padre, un destacado arreglador, se dedicaron a realizar una serie de clínicas de rodeo, con óptimos resultados.

## Campeonatos nacionales
| Año  | Collera      | Caballos                      | Puntaje | Asociación       |
| ---- | ------------ | ----------------------------- | ------- | ---------------- |
| 2019 | Pablo Aninat | "Peumo Marcado" y "Doña Inés" | 40      | Santiago Oriente |

### Terceros campeonatos
- 2022: junto con Pablo Aninat, montando a "Peumo Marcado" y "Mala Yerba" con 35 puntos.